# Tatra-Jug K-1
K-1 − wysokopodłogowy tramwaj produkowany przez Tatra-Jug na Ukrainie. 

## Konstrukcja
Tramwaje K-1 są w całości wysokopodłogowe, czteroosiowe, o długości 15,6 m i 2,5 m szerokości. Wagony wyposażono w dwa wózki napędne. Na każdym wózku są po dwa silniki o mocy 46 kW. Tramwaj waży 18,6 t. W wagonie jest 40 miejsc siedzących, łączna pojemność wagonu wynosi 170 pasażerów. Po lewej stronie pojazdu są dwa rzędy siedzeń, a po prawej jeden rząd. Do tramwaju prowadzą trzy pary harmonijkowych drzwi. Pudło wagonu wykonane jest z profili wytłaczanych ze stali. Maksymalna prędkość tramwaju wynosi 65 km/h.

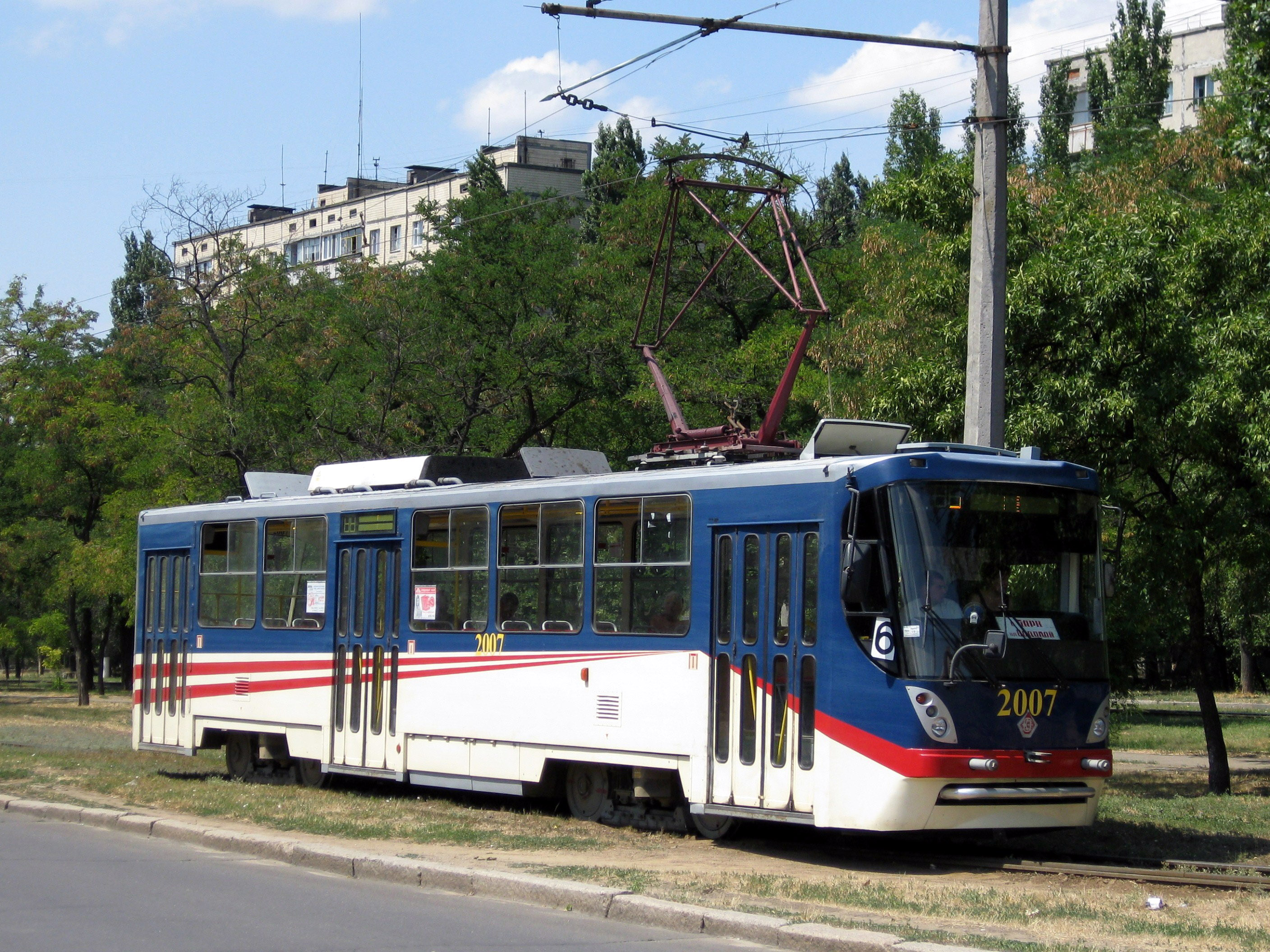
Tramwaj K-1 w Mikołajowie
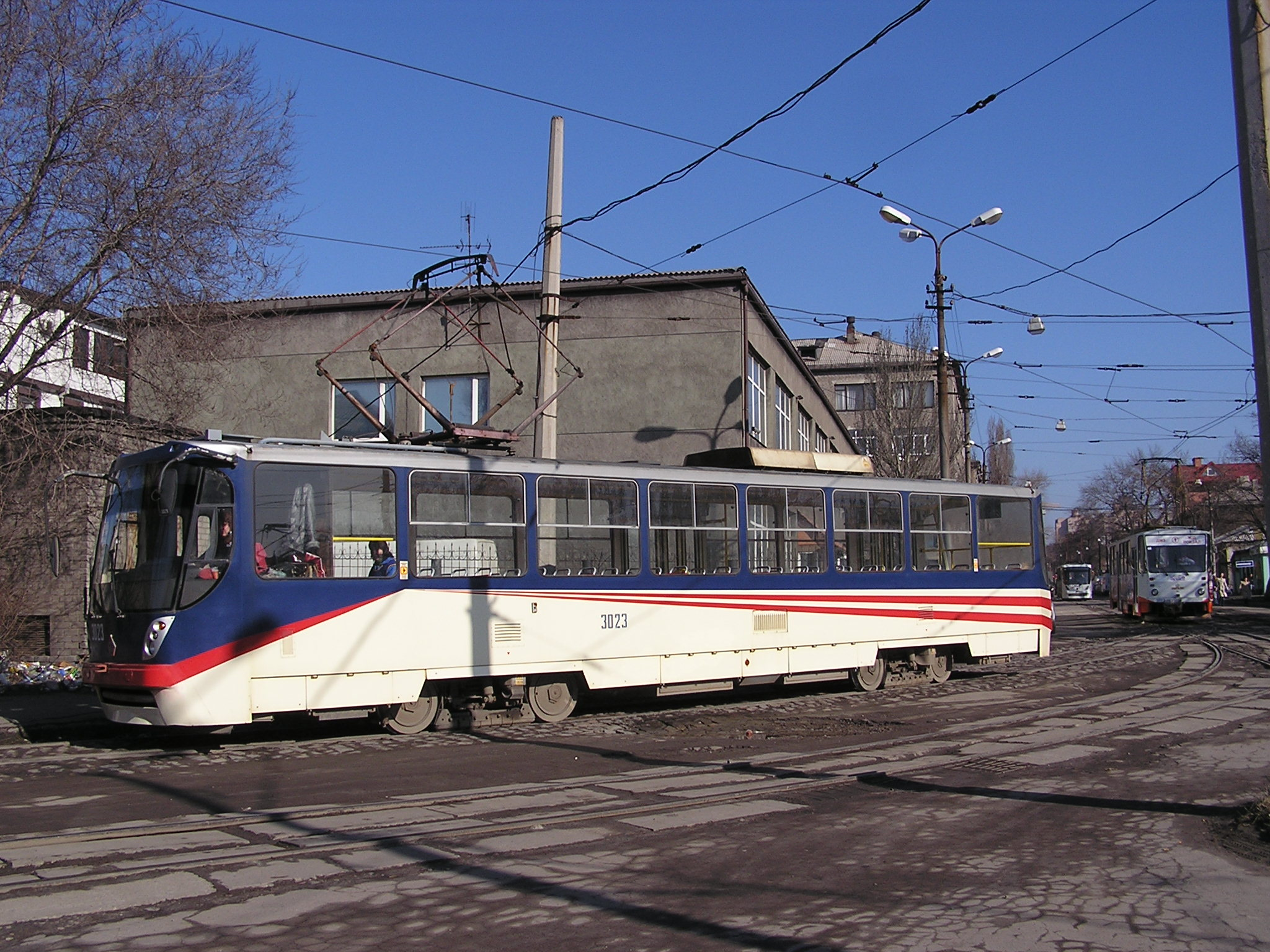
Wagon K-1 w Doniecku
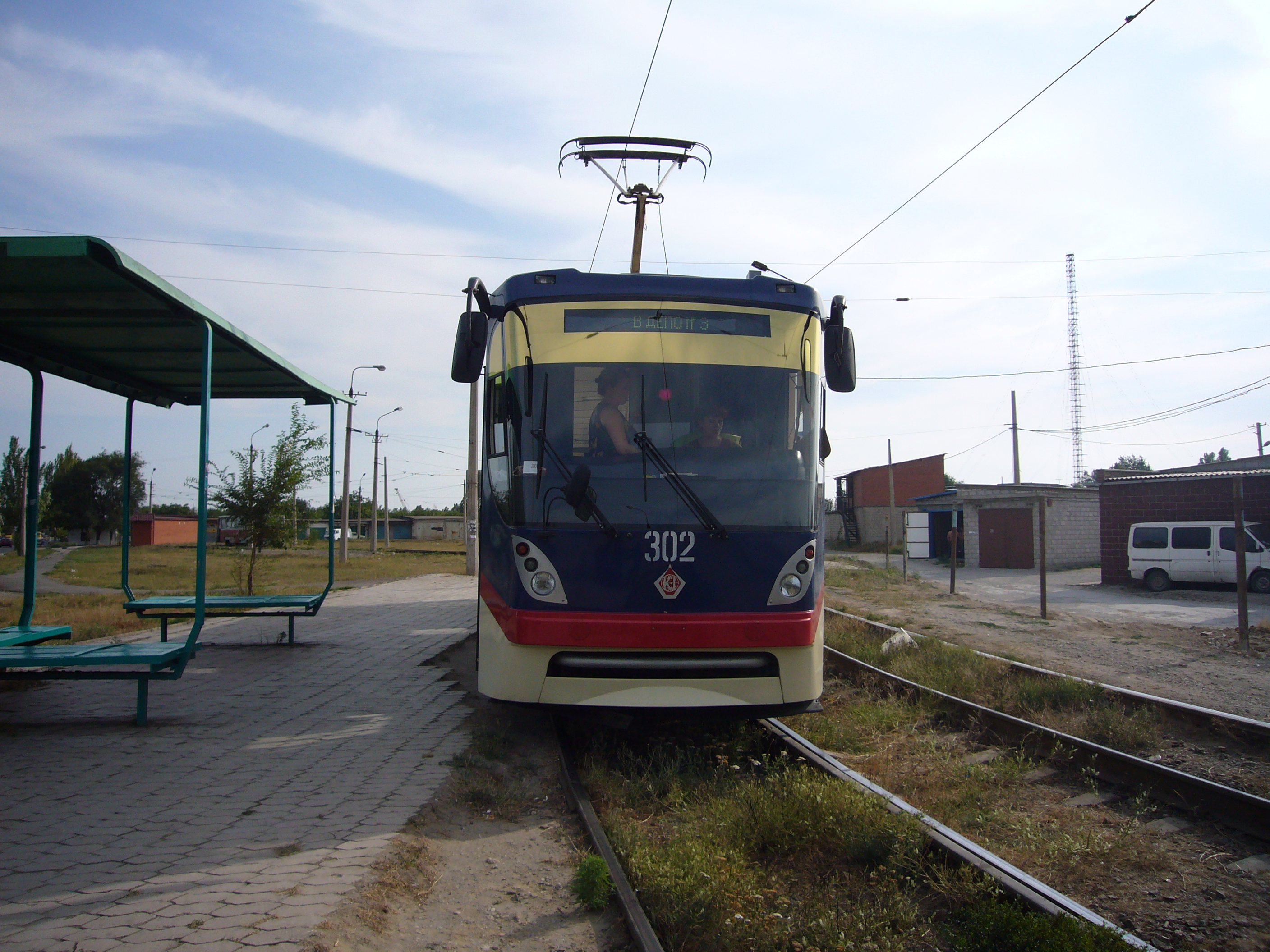
Tramwaj K-1 w Mariupolu

## Dostawy
| Państwo        | Міasto         | Lata dostaw    | Liczba                             | Numery taborowe |
| -------------- | -------------- | -------------- | ---------------------------------- | --------------- |
| Ukraina        |                |                |                                    |                 |
| Donieck        | 2003–2008      | 28             | 3007–3034                          |                 |
| Kamieńskie     | 2013           | 1              | 2014                               |                 |
| Kijów          | 2010–2011      | 9              | 320–328                            |                 |
| Konotop        | 2007           | 1              | 102                                |                 |
| Krzywy Róg     | 2007–2008      | 7              | 479–485                            |                 |
| Ługańsk        | 2004           | 5              | 301–305                            |                 |
| Mariupol       | 2006–2008      | 7              | 301–307                            |                 |
| Mikołajów      | 2006–2008      | 6              | 1107, 1108, 2003, 2004, 2006, 2007 |                 |
| Odessa         | 2006–2008      | 10             | 7002–7011                          |                 |
| Zaporoże       | 2008           | 1              | 001                                |                 |
| Łączna liczba: | Łączna liczba: | Łączna liczba: | 75                                 |                 |